# Olóriz Superior
Olóriz Superior es un despoblado español del municipio de Arce, perteneciente a la Comunidad Foral de Navarra.

## Toponimia
El lugar puede aparecer referido como «Olóriz Superior» y «Olóriz Alto».

## Historia
Hacia mediados del siglo XIX, el lugar ya figuraba referido como un despoblado. Aparece descrito en el duodécimo volumen del Diccionario geográfico-estadístico-histórico de España y sus posesiones de Ultramar de Pascual Madoz con las siguientes palabras:

OLORIZ SUPERIOR: desp. del valle de Arce, en la prov. de Navarra, part. jud. de Aoiz. El ant. lug. se hallaba á la izq de la regata de Gupergui, á la falda de un pinarcito que hay al O. El térm. se estiende 1/4 de leg. de N. á S., y 1/2 de E. á O., y confina N. Gurpegui; E. Aloz; S. Oloriz inferior, y O. Zalba. El terreno es secano, pizarroso y poco feraz; le cruza la esprosada regata: hay un pinar pequeño, buenos pastos y una borda para recoger el ganado. prod.: trigo y alguna avena; cria ganado lanar, y caza de perdices y liebres.
(Madoz, 1849, p. 260)